# Вознюк Микола Іванович
Мико́ла Іва́нович Возню́к — старший солдат Збройних сил України, учасник російсько-української війни.

## З життєпису
Мобілізований в кінці березня 2014-го, 95-та окрема аеромобільна бригада. В зоні бойових дій провів 10 місяців (з 2 відпустками). Бойовий шлях починав з гори Карачун. У боях за Донецький аеропорт зазнав чисельних поранень — до 50 осколків у тілі — штурмували Спартак, займали ближню шахту Бутівка — 26 січня о 10:00 поранений, об 11:00 шахта була під українським контролем. Тоді ж зазнав поранень старший лейтенант Костянтин Султанбагомаєв. У бою за шахту загинули вояки Білокуров Олександр, Гага В'ячеслав, Рачок Михайло, Синюк Денис, Стратович Анатолій.
Лікувався в Київському військовому шпиталі.

## Нагороди
За особисту мужність, сумлінне та бездоганне служіння Українському народові, зразкове виконання військового обов'язку відзначений — нагороджений
- 15 вересня 2015 року — орденом «За мужність» III ступеня.